# Laudya Cynthia Bella
Laudya Cynthia Bella o comúnmente conocida como Bella (nacido el 24 de febrero de 1988) es una actriz de cine indonesio y cantante de ópera indonesia. Ella ha participado en famosas películas de ópera como "Virgin, Lentera Merah". También en telenovelas indonesias como "Senandung Masa Puber" y "Juragan Jengkol". También comenzó a interpretar temas musicales con un grupo coral que fue escrita y compuesta por Melly Goeslaw, con un tema musical titulado "Bukan Bintang Biasa", que contó con la colaboración de otros cantantes como Raffi Ahmad, Chelsea Olivia Wijaya, Dimas Beck y Ayushita. Bella en su vida personal tiene 4 hermanos.

## Biografía
Laudya Cynthia Bella nació en Bandung, el 24 de febrero de 1988. Se le conoce como la actriz de cine y telenovelas de Indonesia. Bella en su vida personal tuvo una vida amorosa con tres famosos como Rivaldo, Raffi Ahmad y nieto del presidente Suharto, Panji Trihatmodjo. Tras su participación en una telenovela titulada "Pacarku Superstar" también tenía una relación amorosa con Ananda Mikola. 

## Carrera
Laudya comenzó su carrera como modelo de anuncios publicitarios, antes de que finalmente se dedicara a la actuación. Bella siempre se ha seleccionado como finalista para posar en la revista "Kawanku"" en 2002, pero su nombre se hizo conocida tras debutar como actriz en una película titulada "Virgin", interpretando a su personaje principal comop "Byan". Ella fue seleccionada como uno de las artistas nominados para el "Festival de Cine Indonesio". Bella también ha sido niminada para el "Festival de Bandung" (FFB) en 2004. Bella nunca protagonizó la película "Remaja, Lentera Merah dan Bukan Bintang Biasa". A través de la telenovela "Juragan Jengkol", Bella nuevamente ha sido nominada como la mejor actriz para el "SCTV Awards" en 2006. 

## Filmografía
- Virgin (2004)
- Lentera Merah (2006)
- Berbagi Suami (2006)
- Bukan Bintang Biasa (2007)
- Love (2008)
- Kuntilanak 3 (2008)
- Suka Ma Suka (2009)
- Cowok Bikin Pusing (2011)
- Gadis di Ruang Tunggu  (2010)
- Di Bawah Lindungan Ka'bah (2011)
- Belenggu (film)|Belenggu (2013)

## Temas musicales de ópera
- Senandung Masa Puber
- Kisah Sedih Di Hari Minggu
- Cerita Si Angel
- Cuek Tapi Cinta
- Akulah Arjuna
- The Pakis 1
- The Pakis 2
- Virgin The Series
- Juragan Jengkol
- Pengen Jadi Bintang
- Cinta Remaja
- Romantika Remaja
- Legenda Episode Bawang Merah Bawang Putih (FTV)
- Bunga
- Cinta Bunga
- Cinta Bunga 2
- Tasbih Cinta
- Amira
- Cinta Nia
- Kesetiaan Cinta
- FTV: Api Cinta
- FTV: Mohon Jaga Hatiku
- Kesucian Cinta
- Putri Nabila
- Tobat Sambel
- Gang Senggol

## Logros
- La Tulipe (2005)
- XL (2008)
- IM3 (2008)
- Carvil (2008)
- Sophie Paris (2008)
- Garnier (2010)
- SimPATI (2012)
- Dulcolax (2013)

## Singles
- Karena Cinta OST.Bukan Bintang Biasa (2007)
- Jodoh Di Tangan Tuhan with Raffi Ahmad

## Álbumes
- Let's Dance Together (Single 2006 with BBB)
- Soundtrack Bukan Bintang Biasa (2007)
- Putus Nyambung (single 2009 with BBB
- Cinta Hati Hati (CH2) (single 2012 with Melly Goeslaw and BBB

## Anuncios
- Juara Favorit Putri Jawa 2003
- Juara 2 Model Kawanku 2002
- Finalis Putri Bobo 1997
- Nominasi Pemeran Utama Wanita Terbaik Festival Film Indonesia 2005
- Aktris Terpuji Festival Film Bandung 2005 dalam film Virgin
- Most Ricing Star MTV INDONESIA MOVIE AWARDS 2005 (Virgin)
- Aktris Ngetop SCTV AWARDS 2006 lewat drama Juragan Jengkol
- Juara 1 Model di Bandung
- Best Hair Do Female Actress : JOHNNY ANDREAN AWARDS 2008
- Most Sexiest Female Actress : INSERT AWARDS 2010
- Aktris Tercantik 2010 Versi ONLINE TRANS TV
- Aktris Film Terfavorit 2011 versi @_TweetSeleb_ Seleb Expose 2011
- Bintang Iklan Terfavorit 2011 Garnier versi @_TweetSeleb_ Seleb Expose 2011
- Pemeran Utama Wanita Terbaik 2011 e-Guardians Awards Di Bawah Lindungan Ka'bah
- Aktris Tercantik 2012 Versi @_TweetSeleb_
- Nominasi Pemeran Utama Wanita Terpuji : FFB 2012 Di Bawah Lindungan Ka'bah
- Pemeran Utama Wanita Terbaik : IMA 2013 Belenggu
- Pemeran Utama Wanita Terfavorit : IMA 2013 Belenggu